# Терраса в Сент-Адрессе
«Терраса в Сент-Адрессе» (фр. Terrasse à Sainte-Adresse) — картина Клода Моне, написанная в 1867 году. Хранится в музее Метрополитен в Нью-Йорке.

## История создания
Картина написана в период нужды Моне, когда он был вынужден оставить Париж и вернуться в отцовский дом в Сент-Адрессе, деревне в Нормандии в устье Сены, в четырёх километрах от Гавра. В 1866—1868 годах художник подолгу жил тут у своей тетки мадам Лекадр. В июне 1867 года в письме своему другу Базилю художник писал, что начал около 20 полотен: «несколько морских пейзажей, несколько фигур и видов сада. Кроме того, в числе марин я пишу парусные гонки в Гавре, с большим количеством публики на берегу». В то же время Моне были написаны картины: «Пляж в Сент-Адрессе», «Прогулка по холмам в Сент-Адрессе», «Регата в Сент-Адрессе» и несколько других.

## Сюжет
Композиция картины оригинальна — верхний ракурс и отсутствие центра. На переднем плане в кресле справа сидит отец художника Адольф. Чуть левее, спиной к зрителю, под зонтиком устроилась женщина: это тетка Моне, мадам Лекадр, либо сестра Моне, Софи. Перед ними, в компании молодого человека, стоит кузина художника Жанна Маргарита. Широкое пространство моря усеяно парусниками всевозможных размеров. Вместе с полосой неба, разделенной на облачную и безоблачную части, половину композиции занимает сама терраса, на которой видим массу ярких гладиолусов и настурций, причем разнообразие красок усиливается двумя слегка асимметрично расставленными флагами по обе стороны террасы.

## Стиль
В этот период Моне ещё стремился к строгому построению картины: она четка прописана, тщательно выверена по композиции и мало напоминает мягкие, размытые тона работ художника более позднего периода. Кисть Моне здесь не столь свободна, как в парижских работах: фигуры, терраса и море производят впечатление странной застылости и схематизма. Картина проиллюстрировала его эксперименты с множеством мерцающих и ярких естественных цветов, сторонясь мрачных коричневых и черных цветов, присущих более ранним традициям пейзажа. Впервые Моне написал цветные тени и передал цветы посредством свободно брошенных, светящихся пятен чистой краски.
Эта картина также свидетельствуют о влиянии на живопись Моне восточного искусства, распространившегося во Франции во второй половине века в связи с началом коллекционирования японской графики. Художник был страстным поклонником японского искусства. В японских ксилографиях он открыл композиционные эффекты, которые достигаются острым ракурсом и драматическим обрезом композиции рамой. На склоне лет он говорил правнуку Мортье: «В японских художниках мы на Западе оценили прежде всего ту смелость, с какой они режут рамкой свои сюжеты. Эти люди научили нас новой композиции». «Террасу в Сент-Адрессе» художник называл своей «китайской картиной с флагами».